# Weltreise

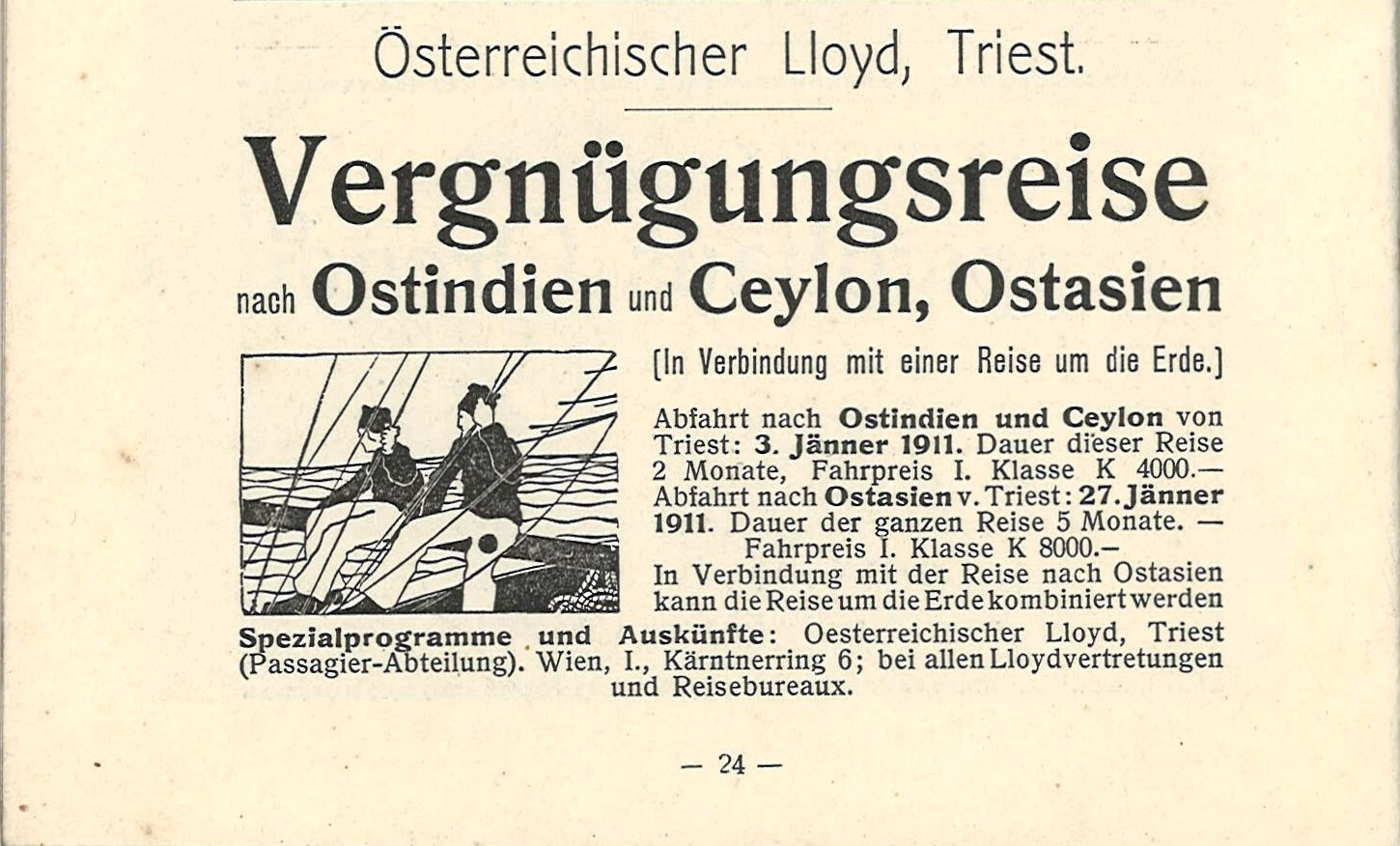
Werbung des Österreichischen Lloyd für eine Weltreise (1911)

Eine Weltreise ist eine Reise, die sich anhand ihrer langen Reisedauer und der Anzahl der besuchten Länder auszeichnet. Oft werden mehrere Kontinente innerhalb von mehreren Monaten oder Jahren besucht und möglichst viele Länder auf jedem Kontinent. Die Fortbewegung erfolgt meist mittels einer Kombination von Flugzeug, Bus und Bahn. Das Ziel einer Weltreise ist es, anstatt eines einzelnen Reiseziels gleich mehrere Länder kennenzulernen. Weltreisende werden auch als „Globetrotter“ oder „Weltenbummler“ bezeichnet.

## Geschichte
Walter Freyer definiert 1988 vier Epochen der touristischen Entwicklung:
1. Vorphase: bis ca. 1850. Transportmittel: zu Fuß, zu Pferd, Kutsche, zum Teil Schiff. Motivation: Nomaden, Pilger, Kriege, Handel, Entdeckung, Bildung
2. Anfangsphase: 1850–1914. Transportmittel: Bahn (Inland), Dampfschiff (Ausland). Motivation: Erholung
3. Entwicklungsphase: 1915–1945. Transportmittel: Bahn, Auto, Bus, Flug (Linie). Motivation: Kur, Erholung, Handel
4. Hochphase: ab 1945. Transportmittel: Auto, Flug (Charter). Motivation: Regeneration, Erholung, Freizeit

## Reiseverkehrsmittel

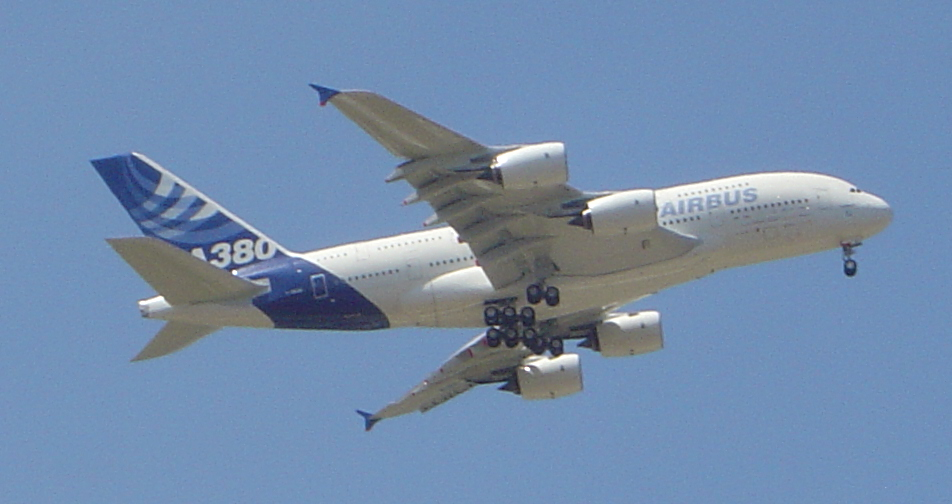
Flüge sind häufig Bestandteil von Weltreisen. (Foto: Airbus A380)

In der Regel werden für eine Weltreise öffentliche Verkehrsmittel benutzt, wobei auf weiten Interkontinentalstrecken das Flugzeug seit Jahrzehnten die wichtigste Rolle spielt. Die Luftverkehrsbranche bietet hierfür Around-the-World-Tickets an, mit denen in mehreren Etappen, auch unter Einbeziehung von Überlandstrecken, einmal um die Welt geflogen werden kann.

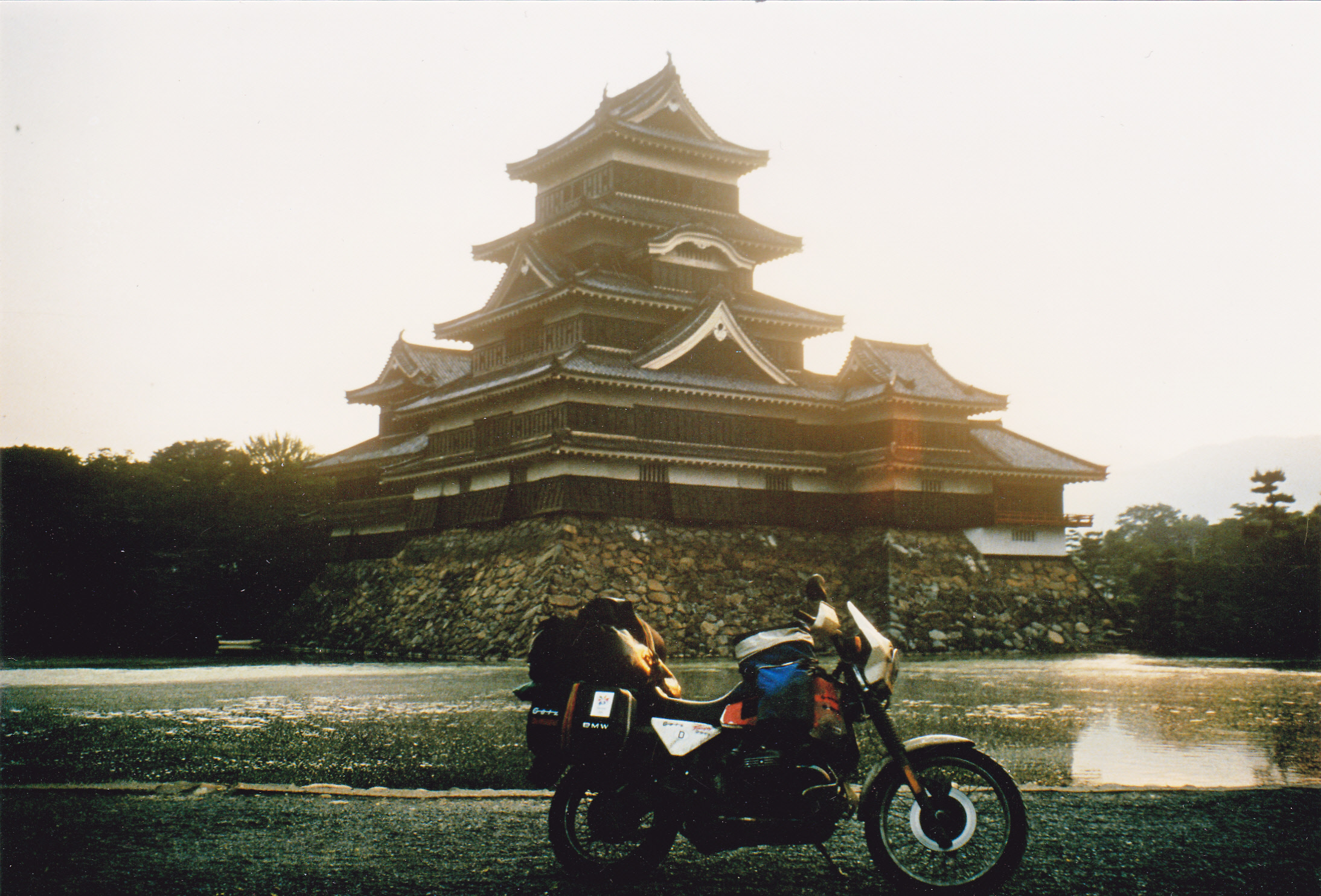
BMW R 100 GS Weltumrundung

Vor dem Flugzeug dienten nur Schiffe – chronologisch unter Segel, Dampf, bis heute verbrennungsmotorisiert – zum Queren von Weltmeeren. Seit um 1970 ist das Überwinden großer Strecken per Linienflug nicht nur um mehr als den Faktor 10 schneller, sondern auch kostengünstiger. Eine selten genutzte und rar werdende Gelegenheit ist die Mitfahrt auf Frachtschiffen, sei es rein als zahlender Passagier oder aber angeheuert als Arbeiter.
Fährschiffe sind auch heute für den Landweg ergänzende mehr oder weniger kurze Passagen sehr bedeutsam oder zur Aufschließung von zerklüftetem Land ohne kurze Straßenverbindung wie etwa die Westküste Norwegens.
Eisenbahnen spielen je nach Kontinent eine unterschiedlich große Rolle, die Transsibirische Eisenbahn hat jedoch eine Bedeutung der interkontinentalen Verbindung von Europa mit dem Osten Asiens.
Gegen globales Reisen mit eigenem Kfz spricht der hohe Kosten- und Zeitaufwand für die Verschiffung. Per Luftfracht reisen gar nur Rennautos, etwa der Formel 1. Daher werden Pkw und Wohnmobile fast ausschließlich regional gemietet, müssen allerdings in der Regel wieder zurückgefahren werden. Zu überstellende Drive-Away-Cars (häufig innerhalb USA) oder ein Gebrauchtwagenexport in Richtung eines Gebiets mit Bedarf sind die Möglichkeiten ein Auto nur in eine Richtung zu benutzen.
Gegen eine Nutzung von motorisierten Landfahrzeugen spricht auch, dass zwei Lücken bei den Straßenverbindungen existieren, die eine durchgängige Landnutzung von Straßen verunmöglichen, die Lücke von Darién zwischen Mittel- und Südamerika, wo ca. 90 Kilometer Straße fehlen, und die über 2000 km große Lücke von Magadan bis zur Beringstraße, sowie eine fehlende Brückung der Beringstraße, und eine bisher fehlende Straßenanbindung auf der Alaskaseite der Beringstraße. Über diese Lücken helfen Schiffs- oder Flugverbindungen.
Alaska plant zwar eine Straße von 800 km nach Nome, aber sie würde sehr kostenaufwendig. Eine Realisierung ist zeitlich nach Stand 2023 nicht einschätzbar. In keiner Weise existieren bisher Planungen betreffs einer Brückung der Beringstraße oder einer Straßen-Anbindung von der Beringstraße nach Magadan. Somit sind bisher Endpunkte von Straßenverbindungen auf dem eurasischen Kontinent der Hafen von Magadan in Russland sowie auf dem amerikanischen Kontinent der Hafen von Anchorage in Alaska.
Auch wann die relativ kleine Lücke von 90 km im Darién geschlossen wird, ist ungewiss, ebenso aufgrund der hohen Kosten. All dies macht eine echte Weltumrundung per Auto oder Motorrad unmöglich und erfordert zu Teilen Schiffsreisen.
Einzelne Weltreisen hat es seinerzeit schon mit dem Hochrad gegeben; ein modernes, kompaktes (Nieder-)Rad ist vergleichsweise unkompliziert mit anderen – prinzipiell mit allen – Verkehrsmitteln mitnehmbar. Zwar fordert eine Weltreise per Fahrrad mentale Stärke und Körpereinsatz, doch bringt sie besonders intensive Erlebnisse und Begegnungen. Menschen radreisen mitunter als Paar oder Gruppe, nicht selten, mitunter auch Frauen, jedoch solo. Wer zielgerichtet Rad fährt, dem begegnen naturgemäß mehr Radfernreisende aus der Gegenrichtung als solche, die in der gleichen Richtung unterwegs sind und mit denen man sich ohne Kurskorrektur ein Stück zusammenschließen kann.

## Weltumrundung
Eine Weltreise, bei der alle Längengrade passiert werden müssen, wird als Weltumrundung bezeichnet. Weltumrundungen haben oft einen sportlichen oder sogar Wettbewerbscharakter und werden dann nach festgelegten Regeln durchgeführt.

## Beweggründe

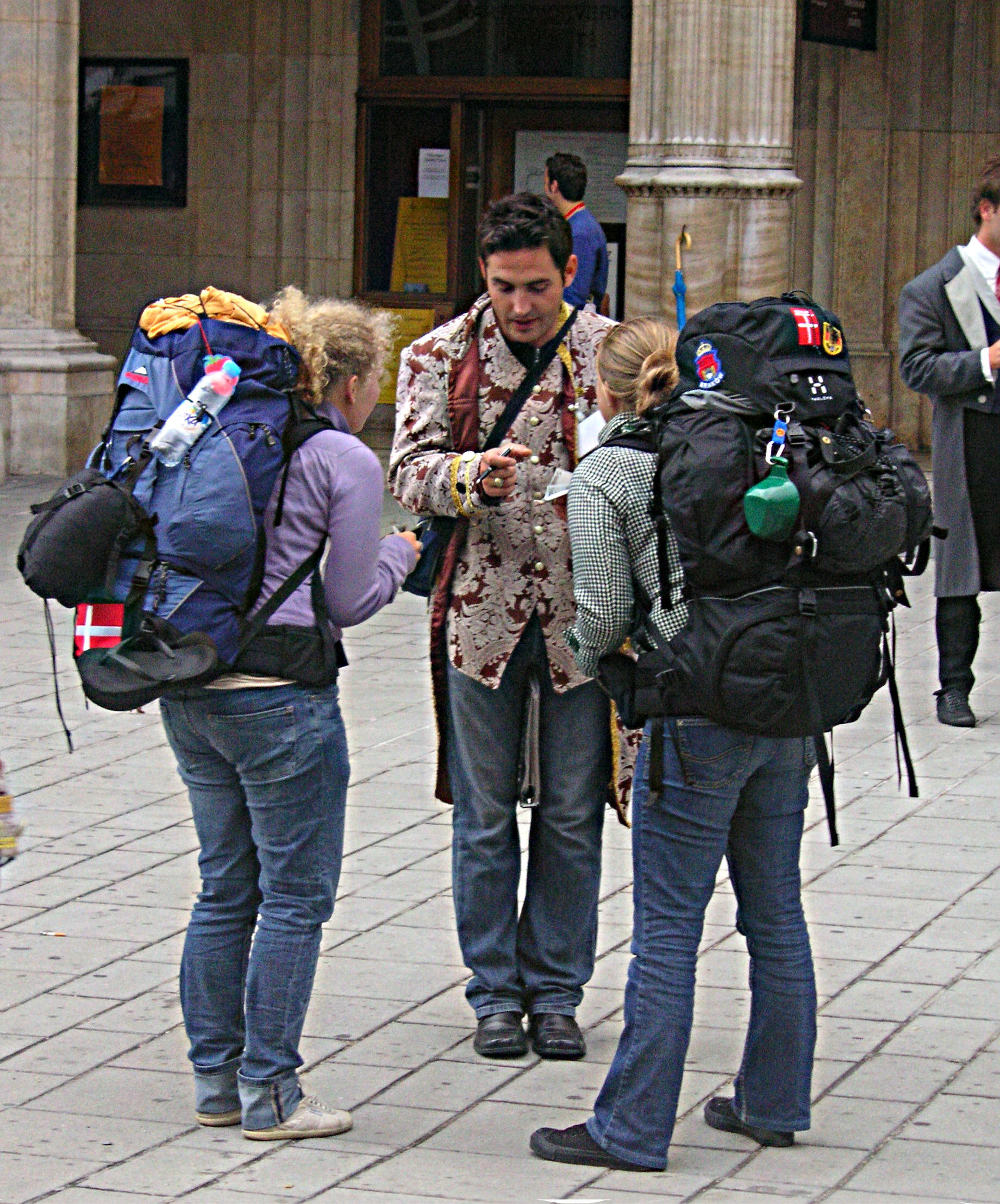
Backpacker auf Weltreise

Während bei den meisten der genannten Reisearten eine klare Motivation vorliegt, ist sie besonders bei den Weltreisen breit gefächert und wird aber in der Literatur kontrovers diskutiert. Manche Autoren nennen nur zwei, andere zwanzig, die gängigste Einteilung geht zurück auf Claude Kaspar, er unterscheidet fünf Hauptmotivationen:
- Physische Motivation: Erwartung von physischer Erholung und Entspannung
- Psychische Motivation: Erhoffen von psychischer Entlastung und Selbstfindung
- Interpersonelle Motivation: Wunsch nach Erlebnissen, Abenteuern
- Kulturelle Motivation: Interesse an Bildung und am Kennenlernen fremder Kulturen
- Status- oder Prestigemotivation: Wunsch nach Anerkennung und Wertschätzung (Renommierreisen)[2]

Neben den Beweggründen gibt es die Modalitäten von Weltreisen zu unterscheiden
- Nach Verkehrsmittel: mit dem Motorrad, Fahrrad, Wohnmobil, per Segelschiff, zu Fuß, Flugzeug, Auto, Zug
- Nach sozialer Konstellation: als Paar, als Gruppe, als Frau allein, als Mann allein, als Jugendlicher allein, als Senior allein, als Seniorin allein

In der Soziologie stellt man einen Zusammenhang der Reisegründe mit den einzelnen sozialen Milieus her:
- Dem vom Hochkulturschema geprägten Niveaumilieu gehören vorwiegend Menschen der gehobenen Bildungsschichten an, die insbesondere nach Etablierung im Berufsleben und/oder nach abgeschlossener Kindererziehung („die Kinder sind aus dem Haus“) nun in erster Linie nach Bildung und persönlicher Entwicklung, weniger nach Amüsement streben. Dementsprechend entscheiden sie sich vorwiegend für Bildungs- und Studienreisen und besuchen etwa Kirchen und Museen, aber auch „pittoreske“ Landschaften und Städte. Abgelehnt werden etwa Touristenmassen, Lärm und Unterhaltungsbetrieb.

- Eher die jüngere Generation neigt verstärkt dem – ebenfalls am Hochkulturschema teilhabenden – Selbstverwirklichungsmilieu zu. Man schätzt vor allem „untouristische“ und „unverdorbene“ Orte „abseits ausgetretener Pfade“. Als klassische Reiseziele dieser Gruppe gelten heute etwa abgelegene Dörfer in Burgund oder der Toskana, aber auch fremdartige Gegenden wie der Himalaya.

- Durch eine Verbindung von Hochkultur- und Trivialschema ist das vorwiegend von Angehörigen der mittleren Bildungsschicht gebildete und in besonderem Maße zu Anpassung neigende Integrationsmilieu gekennzeichnet. Geschätzt werden erprobte und bekannte, durch eine gut ausgebaute Infrastruktur erschlossene Orte wie etwa die Küsten und Strände rund um das Mittelmeer, aber auch die österreichischen Berge und Seen. Gleichwohl werden in geringerem Maße auch Bestandteile der klassischen Bildungskanons wie etwa eine Studienreise nach Paris wahrgenommen.